# Johannes Nicolai Husenbergius
Johannes Nicolai Husenbergius, född 1540 i Herrestads församling, Östergötlands län, var en svensk präst.

## Biografi
Johannes Nicolai Husenbergius föddes 1540 på Husberga kyrkoherdeboställe i Herrestads församling. Han var son till kyrkoherden Nicolaus Aeschilli i Normlösa församling. Husenbergius blev 1561 student vid Uppsala universitet och fortsatte sedan studierna vid utländska universitet. Han blev 1563 sekreterare hos konung Erik XIV och prästvigdes 1571 till kyrkoherde i Normlösa församling. Husenbergius skrev 1593 under Uppsala möte och blev 1606 kontraktsprost i Vifolka kontrakt, Göstrings kontrakt och Aska och Dals kontrakt.

### Familj
Husenbergius var gift med Sigrid Grubb. De fick tillsammans dottern Nora Husenbergius (född 1601) som gifte sig med kyrkoherden Petrus Clementis i Normlösa församling.